# Врисник
Врисник је насељено место у саставу општине Јелса, на острву Хвару, Сплитско-далматинска жупанија, Република Хрватска.

## Историја
До територијалне реорганизације у Хрватској налазио се у саставу старе општине Хвар.

## Становништво
На попису становништва 2011. године, Врисник је имао 190 становника.
| Број становника по пописима | Број становника по пописима | Број становника по пописима | Број становника по пописима | Број становника по пописима | Број становника по пописима | Број становника по пописима | Број становника по пописима | Број становника по пописима | Број становника по пописима | Број становника по пописима | Број становника по пописима | Број становника по пописима | Број становника по пописима | Број становника по пописима | Број становника по пописима |
| --------------------------- | --------------------------- | --------------------------- | --------------------------- | --------------------------- | --------------------------- | --------------------------- | --------------------------- | --------------------------- | --------------------------- | --------------------------- | --------------------------- | --------------------------- | --------------------------- | --------------------------- | --------------------------- |
| 1857                        | 1869                        | 1880                        | 1890                        | 1900                        | 1910                        | 1921                        | 1931                        | 1948                        | 1953                        | 1961                        | 1971                        | 1981                        | 1991                        | 2001                        | 2011                        |
| 453                         | 491                         | 572                         | 620                         | 708                         | 606                         | 657                         | 569                         | 455                         | 311                         | 308                         | 274                         | 257                         | 240                         | 215                         | 190                         |

Напомена: У 1991. смањено издвајањем дела насеља Хумац у самостално насеље. У 1857. исказано под именом Вриснић.

### Попис1991.
На попису становништва 1991. године, насељено место Врисник је имало 240 становника, следећег националног састава:
| Попис 1991.‍ | Попис 1991.‍ | Попис 1991.‍ | Попис 1991.‍ | Попис 1991.‍ |
| ----------- | ----------- | ----------- | ----------- | ----------- |
|             |             |             |             |             |
| Хрвати      | Хрвати      |             | 236         | 98,33%      |
| Македонци   | Македонци   |             | 1           | 0,41%       |
| остали      | остали      |             | 2           | 0,83%       |
| непознато   | непознато   |             | 1           | 0,41%       |
| укупно: 240 |             |             |             |             |